# 幼平乡
幼平乡，是中华人民共和国广西壮族自治区百色市乐业县下辖的一个乡镇级行政单位。

## 行政区划
幼平乡下辖以下地区：
上里村、幼里村、马三村、百安村、五寨村、渡口村、陇那村、百中村、通曹村、达心村和扁利村。